# Fenomenologie
Fenomenologie (starořecky φαινόμενον, fenomén, jev a λόγος, důvod) znamená obecně přesné zkoumání jevů. Místo zkoumání podstat a skutečností samých se tedy zabývá zkušeností, tím, jak se věci „samy“ člověku ukazují v jeho vlastním vědomí.

## Fenomenologie v moderní filosofii
Fenomenologie je filosofický směr, založený Edmundem Husserlem ve snaze o pevnější a určitější založení filosofie, aby se tak mohla stát také pevným základem pro vědecké zkoumání skutečnosti vůbec. Husserl sám ji charakterizoval jako „novou popisnou metodu a z ní vzešlou apriorní vědu, jež se má stát hlavním nástrojem pro přísně vědeckou filosofii. Její důsledné uplatnění by mělo umožnit metodickou reformu všech věd“.
Odkud se vzala? Husserl navázal na Descartovu metodickou pochybnost – o jakékoli vnější zkušenosti mohu pochybovat, jedinou jistotou je toto pochybování samo – a na Kantovu transcendentální filosofii. Ta objevila podmíněnost každého poznání apriorními podmínkami či předpoklady (časem, prostorem apod.). Fenomenologie se snaží tyto podmínky přesněji prozkoumat tím, že si všímá zkušenosti samé – tak jak se člověku sama dává či „zjevuje“ (Jan Patočka).

## Husserlova fenomenologie

### Intence a epoché
Husserl navázal na svého učitele Brentana, rozhodl se však zkoumat obsahy zkušenosti objektivněji, aniž by je zakládal na psychologických předpokladech (psychologismus), a mluvil tedy o „samodanosti“ věcí. Nechtěl vůbec pochybovat o skutečnosti toho, co se ve zkušenosti ukazuje, všiml si však, že naše intence, zájem či pozornost k předmětu, zcela samozřejmě „přeskakuje“ od dané zkušenosti k věci samé a tím se připravuje o možnost zkoumat zkušenost jako takovou. Přitom všechno, co poznáváme a víme, získáváme právě prostřednictvím této zkušenosti.
Běžný čtenář například vůbec nezpozoruje tiskovou chybu, protože svou intencí míří k obsahu, smyslu textu, takže si správné znění automaticky opraví či „domyslí“ a fenomén vytištěného textu přehlédne. Husserlovu metodu tak můžeme přirovnat k postupu korektora, který nečte kvůli obsahu a smyslu, ale pozorně sleduje, co v textu skutečně vidí. Proto Husserl pokládal za nezbytné předem vyřadit všechny předpoklady, s nimiž k obsahům své zkušenosti běžně přistupujeme – především předpoklad jejich skutečnosti. To je jádro fenomenologické epoché – doslova „zdržení se úsudku“ – dostat se co nejblíže k jejich původnímu zdroji čili fenoménu.

### Čas a přítomnost
Klasickým příkladem fenomenologické redukce je Husserlovo zkoumání času, resp. časového vědomí. Jádrem časového vědomí je vědomí přítomnosti, která ovšem nemůže být pouze „bodová“: člověk, který deklamuje báseň, ji musí umět celou, svým posluchačům ji však předkládá slovo za slovem, hlásku za hláskou – a oni si ji bez problémů postupně skládají v celek. Má-li člověk rozumět mluvené řeči, musí si podržovat to, co už zaznělo, ale zároveň také očekává, co teď přijde. Jen tak lze pochopit fenomén překvapení – například kdyby se přednášející opakoval, vybočil z role a podobně. Tuto složitou strukturu přítomné zkušenosti, totiž retence (zadržení, uchování) uplynulého, prezentace právě vnímaného a protence čili očekávání nazývá Husserl „časovým dvorcem“. (Psycholog William James mluvil o „rozlehlé přítomnosti“, anglicky spacious present; příklad s recitací je u sv. Augustina, Vyznání XI.)

### Věc v originále a pojem
Kdykoli vnímám nějaký hmotný předmět, vnímám jen jeho přivrácenou část, kdežto o té odvrácené sice jaksi „vím“ – mohu se podívat z druhé strany – nicméně běžně předpokládám, že jsem věc viděl „celou“. Neviděná či transcendentní strana předmětu, kterou si mohu případně také prohlédnout, odlišuje předmět „v originále“ od pouhé vzpomínky nebo obrazu, které tuto možnost neposkytují.
Originální zkušenost si člověk běžně okamžitě pojmenovává a tím zařazuje do nějaké obecné kategorie. Přitom se může snadno také zmýlit: lesknoucí se vozovku v horkém létě běžně „vnímám“ jako mokrou a teprve při bližším zkoumání zjistím, že mokrá není. Běžné pojmy vznikají z praktických potřeb života a nejsou tedy příliš přesné ani určité. Postupem eidetické variace můžeme zkoumat, co všechno je pro nás ještě „stůl“ – i když má třeba jen tři či jednu nohu a podobně.

### Přirozený svět
Shrnutím těchto různých výsledků dospěl Husserl k pojmu „přirozeného světa“ (Lebenswelt), v němž se od rána do večera běžně pohybujeme, který však naší pozornosti uniká. V reflexi totiž využíváme všeho toho, co o vnímaném předmětu víme odjinud, zejména z vědy. Tak v přirozeném světě Slunce samozřejmě „vychází“ a „zapadá“, ačkoli dobře víme, že je to zdání, vyvolané rotací Země. Prostor se pro nás „prostírá“ dopředu a dozadu, doprava a doleva, nahoru a dolů, ale geometrie nás naučila pokládat jej za třírozměrný a nezávislý na orientaci našeho těla. O zdánlivě pevném tělese také víme, že se skládá z atomů a je tedy vlastně silně porézní.
Tento rozpor mezi světem moderní vědy a přirozeným světem, v němž žijeme, pokládal Husserl za jednu z příčin „krize moderní vědy“, protože jím věda ztrácí ze zřetele podstatné rysy lidského světa, jako jsou vztahy, účel a smysl. I když věda musí z metodických důvodů radikálně zjednodušovat, vědci sami stále žijí v jednom společném přirozeném světě a nesmějí na to zapomenout. Téma přirozeného světa originálně zpracoval Jan Patočka.

## Heideggerova fenomenologie
Martin Heidegger, nejvýznamnější z Husserlových žáků a jeho asistent, který se za nechvalně známých okolností stal i jeho nástupcem, navázal na Husserlovu analýzu časového vědomí. V řadě věcí se však od svého učitele odchýlil a vydal se jinou cestou. Co mu na Husserlově postupu vadilo?

### Rozchod s Husserlem
Husserl předně převzal descartovské a kantovské schéma „subjekt – objekt“, které ovšem svým fenomenologickým přístupem zároveň zpochybnil: fenomén není ani objektivní, ani subjektivní, neboť se odehrává v souhře, v setkání „subjektu“ s „objektem“ a oba se na něm podstatně podílejí. Tradiční oddělení subjektu a objektu přitom vyvolává zbytečné otázky po „skutečnosti“ předmětu, ačkoliv „skutečný“ ve smyslu originální danosti může být pouze fenomén.
Za druhé se Husserlova analýza soustředila jen na pozorující, teoretický přístup člověka ke světu, ačkoliv člověk „zprvu a nejčastěji“ není pouhý pozorovatel, ale sleduje nějaké cíle a žije tedy „činně“. Právě intence – zaměřenost na předmět – svědčí o tom, že poznání skutečnosti má pro nás obvykle praktický význam, že nám i v poznávání především o něco jde. I tento rys se na utváření fenoménu podstatně podílí a bez něho nedává fenomén valný smysl.
Za třetí se Heidegger rozhodl obnovit dávnou otázku po „bytí“ jako takovém, kterou podle něho západní metafyzika zapomněla a nahradila pouhým zkoumáním různých jsoucen. Sloveso „být“ tak ztratilo význam a mohlo se i v jazyce stát pouhou „sponou“. Toto závažné rozhodnutí ovšem znamenalo rozchod s Husserlem, pro něhož Heideggerova ontologie – otázka po bytí – stála v přímém protikladu k programu fenomenologie. Právě otázkám po bytí a po „věcech o sobě“ se fenomenologie chtěla vyhnout.

### Bytí a čas
Heideggerova metoda přesto zůstává fenomenologická: je to nesmírně pečlivá, podrobná analýza „pobytu“ (německy Dasein), lidské existence na světě. V tomto rozboru se předně ukáže nezrušitelná vazba pobytu k jeho světu: člověk je vždycky někde a je tak přirozeným středem svého vlastního světa, prostorového „okolo“. V německém da-sein (pobývat, vést svůj život) je tento vztah k nějakému „zde“ výslovně vyjádřen. Na světě není sám, nýbrž s jinými lidmi, s nimiž vytváří jakýsi společný postoj a mínění, neosobní a neurčité „ono se“ (das Man).

### Pobyt a starost
Nezaujatý postoj pozorovatele, neúčastný odstup, s nímž filosofie dosud téměř výhradně pracovala, sice charakterizuje vědce, je však v lidském existování zcela výjimečnou, krajní možností mezi mnoha jinými „rozpoloženími“. Jako příklad Heidegger analyzuje strach a úzkost. Pro člověka je však podstatné, že světu, v němž žije, vždy už nějak rozumí a vykládá si jej pro své potřeby. Prostředím i prostředkem tohoto porozumění je především řeč a jazyk, kterým člověk svět „odemyká“ a získává si k němu přístup.
„Pobyt“ či existování ale především charakterizuje, že mu na jeho bytí záleží, že mu o toto bytí vždycky jde. Heidegger proto samu povahu pobytu charakterizuje jako „starost“ či „péči“ (německy die Sorge), která je původně starostí o toto bytí samo, z povahy věci se však nejčastěji projevuje jako nezbytné každodenní „obstarávání“ potřeb k životu. Pobyt jakožto starost (péče) musí jednat a právě zde vystupuje fenomén „časovosti“: nouze naléhá a člověk musí svůj život nějak vést.

### Časovost
Tak se ukazuje, že „původní“ čas není jen nějaký parametr či souřadnice, ale sama látka existování, vedení života. Z tohoto naléhavého, dramatického časování pobytu z přítomnosti do dvou velmi odlišných „extází“ budoucího a minulého – jak o něm svědčí například gramatické „časy“ jazyka – vzniká původní lidský čas. Teprve ve společenství, z potřeby synchronizovat se s druhými, sjednávat si schůzky a podobně, mohl vyrůst obecný a společný, „veřejný“ čas kalendáře a hodin.
Původní čas je tedy časem pobytu, jak to ostatně vyjadřují i běžné výroky typu „nemám čas“. „Nemám na něco čas“ znamená, že se mi to nevejde do života, banálně řečeno, nenajdu na to místo ve svém diáři. Tak se pobyt setkává se svou konečností, s omezeností svého smrtelného života. Pokud se odváží podívat na svůj život vcelku, uvidí jej jako „bytí k smrti“. Proto se člověk tomuto pohledu vyhýbá a hledá nějaké pohodlnější, snazší, ale tím také „neautentické“ životní polohy. Nejčastější je únik do obstarávání, zvědavosti a povrchních „řečí“ (das Gerede), únik před sebou samým do povrchního společenství, kde nemusí být sám sebou a může se skrýt za neurčitým „ono se“.
Jen výjimečně – například v úzkosti nebo z popudu „mlčenlivého hlasu svědomí“ – tyto únikové možnosti mizí a člověk se ocitá tváří v tvář svému bytí jako takovému. Tak se mu ukazuje jiná, nesnadná a nepříjemná možnost „autentického bytí“, kterou Heidegger nazývá „možnost být vcelku“ (Ganz-sein-können). To znamená „odhodlaně“ přijmout svůj pobyt jako bytí k smrti a jednat podle toho.
Bytí a čas je obtížná, ale velice hluboká kniha, která měla značný úspěch a znamenala ve fenomenologii jistý zlom. Zařadila se mezi klasické spisy a každá další fenomenologie se s ní musí nějak vyrovnat. Heidegger opustil Husserlovu snahu o vybudování pevného základu teorie poznání, na níž by se daly založit empirické vědy, a obrátil se k otázkám lidské existence. Na tento obrat navázal velmi vlivný existencialismus, ale také řada fenomenologických pokračovatelů a kritiků.

## Fenomenologická filosofie po Bytí a času
Prvním kritikem své knihy byl patrně Heidegger sám: původně plánovaný druhý díl nikdy nenapsal. Nejspíš si uvědomil, že ani fenomenologie nemůže vystačit s introspektivní analýzou vlastní zkušenosti, což je základ až příliš úzký a ne příliš spolehlivý. Proto se v další své práci obrátil k interpretaci velkých filosofů (Kant, Nietzsche, předsókratici), ale také básnických děl. Některé jeho pozdější práce se dokonce podobají básním v próze.
Podobným směrem se vydal další z přímých žáků Husserlových i Heideggerových, Eugen Fink. Ve Finkových analýzách hraje velkou roli širší rámec lidské existence, zejména vesmír a jeho řád, a také jejich jazyk nepřipomíná přísný styl Husserlův. Jednou z námitek proti Bytí a času bylo, že „Heideggerův pobyt nemá nikdy hlad.“ Francouzský filosof Maurice Merleau-Ponty se snažil zachytit konkrétní tělesnou stránku člověka, například ve své Fenomenologii vnímání. Jiný významný fenomenolog, Emmanuel Lévinas, vypracoval podrobnější analýzu různých vrstev existence, kde také zdůrazňuje tuto konkrétní potřebnost člověka jako živé bytosti. V té základní vrstvě, které říká „koupat se v živlu“, člověku nic nechybí a nelze tu vykázat ani žádnou „starost“, která se objeví teprve tehdy, když dostane hlad nebo je mu zima.
Jan Patočka, který se snažil překlenout mezeru mezi oběma svými učiteli, oslabit Husserlův „platonismus“ a subjektivnost, naopak u Heideggera postrádal jemnější rozbor lidských vztahů, například v rodině a v lásce. V jeho filosofii přirozeného světa přišla ke slovu i řada motivů heideggerovských, například role jazyka a řeči. Patočka také položil větší důraz na otázky dětství, výchovy a dospívání, které v introspekci dospělého filosofa pochopitelně chybí. Ty pak zahrnul do celkového problému pohybu a změny, z něhož vycházela i jeho filosofie dějin.
Nepolemicky navázal na Heideggerův výklad o řeči jako prostředí „odmykání“ a rozumění světu Hans-Georg Gadamer. Z myšlenky „hermeneutického kruhu“ – předporozumění a opakovaných návratů k textu – vypracoval velmi důkladnou hermeneutickou filosofii jako teorii rozumění a výkladu textů, která nakonec poskytla i pozoruhodné nové pohledy na řeč a jazyk vůbec. Gadamerova hermeneutika byla široce přijata a dále rozvíjena četnými žáky, například mezi filosofy dekonstrukce a postmoderny.
Alternativu k Heideggerově filosofii nabídl už zmíněný Emmanuel Lévinas, který odmítl jeho předpoklad, že základem filosofie či „první filosofií“ je ontologie, nauka o bytí. Lévinas je přesvědčen, že právě z fenomenologického hlediska stojí na prvním místě lidský vztah, „setkání s tváří“ – a tedy etika. Rozhodujícím momentem lidského zrání je podle Lévinase právě setkání s bezbrannou tváří Druhého: teprve zde totiž poprvé uslyší její „naučení“, příkaz „Nezabiješ“. A pouze člověk, který tento příkaz uslyšel a poslechl, vstupuje tím do lidské společnosti. Všechny teoretické otázky, včetně otázky po bytí, přijdou na řadu až potom.

## Fenomenologie mimo filosofii
Skutečná hloubka a brilantní styl Heideggerových děl do značné míry zastínil střízlivého Husserla, navázat na ně se však ukázalo obtížné. Heideggerovy analýzy času se pozoruhodně shodly se současným dílem francouzského psychologa Eugena Minkowskiho a na téma pobytu jako starosti navázala celá škola psychologické „analýzy pobytu“ (Daseinsanalyse), založená Švýcarem Ludwigem Binswangerem. Ve společenských vědách se ovšem ukazuje, že k následování inspiroval spíše Husserl. Hlavní náhledy jeho fenomenologické metody, fenomény intence, časovosti a přirozeného světa pronikly díky Alfredu Schützovi, Thomasi Luckmannovi a Talcottu Parsonsovi do americké sociologie a pozvolna se staly obecným majetkem „rozumějících“ společenských věd.

## Další fenomenologové
- Hannah Arendtová (1906–1975)
- Roland Barthes (1915–1980)
- Maurice Blanchot (1907–2003)
- Otto Friedrich Bollnow (1903–1991)
- F. J. J. Buytendijk (1887–1974)
- Hedwig Conrad-Martius (1888–1966)
- Jacques Derrida (1930–2004)
- Eugen Fink (1905–1975)
- Hans-Georg Gadamer (1900–2002)
- José Ortega y Gasset (1883–1955)
- Michel Henry (1922–2002)
- Roman Ingarden (1893–1970)
- Karl Jaspers (1883–1969)
- Karel Kosík (1926–2003)
- Ludwig Landgrebe (1902–1991)
- Emmanuel Lévinas (1906–1995)
- Karl Löwith (1897–1973)
- Gabriel Marcel (1889–1973)
- Maurice Merleau-Ponty (1908–1961)
- Jan Patočka (1907–1977)
- Adolf Reinach (1883–1917)
- Paul Ricoeur (1913–2005)
- Heinrich Rombach (1923–2004)
- Jean-Paul Sartre (1905–1980)
- Alfred Schütz (1899–1959)
- Max Scheler (1874–1928)
- Edith Stein (1891–1942)
- Christian Norberg-Schulz (1926-2000)

Z žijících:
- Renaud Barbaras
- Bernhard Casper
- Marc Richir
- Bernhard Waldenfels
- Hermann Schmitz

Čeští fenomenologové:
- Ladislav Benyovszky
- Ivan Blecha
- Martin Cajthaml
- Anna Hogenová
- Ivan Chvatík
- Pavel Kouba
- Filip Karfík
- Erazim Kohák
- Zdeněk Mathauser
- Jiří Michálek
- Zdeněk Neubauer
- Martin Nitsche
- Radim Palouš
- Jan Patočka
- Jaroslava Pešková
- Miroslav Petříček
- Zdeněk Pinc
- Jiří Polívka
- Petr Rezek
- Jan Sokol
- Ilja Šrubař

#### Primární texty v češtině
- Blecha, I., Husserl. Olomouc 1997
- Gadamer, H.-G., Problém dějinného vědomí. Praha 1994
- Heidegger, M., Básnicky bydlí člověk. Praha 2006
- Heidegger, M., Bytí a čas. Praha 2002
- Heidegger, M., Konec filosofie a úkol myšlení. Praha 2006
- Heidegger, M., O humanismu. Praha 2000
- Heidegger, M., O pravdě a bytí. Praha 1993
- Heidegger, M., Věda, technika a zamyšlení. Praha 2004
- Husserl, E., Karteziánské meditace. Praha 1993
- Husserl, E., Idea fenomenologie. Praha 2001
- Husserl, E., Přednášky k fenomenologii časového vědomí. Praha 1996
- Husserl, E., Ideje k čisté fenomenologii 1./2. Praha 2004, 2006
- Husserl, E., Krize evropských věd. Praha 1996
- Lyotard, J.-F., Fenomenologie. Praha 1995
- Merleau-Ponty, M., Viditelné a neviditelné. Praha 1998
- Patočka, J., Tělo – společenství – jazyk – svět. Praha 1995
- Patočka, J., Úvod do fenomenologické filosofie. Praha 1993
- Sokol, J., Malá filosofie člověka. Praha 2004
- Sokol, J., Čas a rytmus. Praha 2004

#### Sekundární literatura
- Bernet, R. aj., Úvod do myšlení Edmunda Husserla. Praha 2004
- Biemel, W., Martin Heidegger. Praha 1995
- Crowell, S. G., "Spočívá spor mezi Husserlem a Heideggerem na omylu? K psychologické a transcendentální fenomenologii", Reflexe, roč. 18, č. 37 (2009), s. 63–82. Dostupné online.
- Dasturová, F., Čas a druhý u Husserla a Heideggera. Praha 1992
- Fink, E., Oáza štěstí. Praha 1992